# Kap Wild
Kap Wild ist ein markantes Felsenkap an der ostantarktischen Georg-V.-Küste. Es liegt am östlichen Ende der Organ Pipe Cliffs.
Wahrscheinlich handelt es sich bei diesem Kap um jenes, das der US-amerikanische Polarforscher Charles Wilkes am 19. Januar 1840 im Zuge der United States Exploring Expedition (1838–1842) gesichtet haben wollte. Wilkes benannte es als Point Emmons nach dem späteren Admiral George Foster Emmons (1811–1884), Leutnant auf dem Flaggschiff der Forschungsreise, der USS Vincennes. Teilnehmer der Australasiatischen Antarktisexpedition (1911–1914) unter der Leitung des australischen Polarforschers Douglas Mawson nahmen eine genaue Positionsbestimmung vor und benannten es nach dem britischen Polarforscher Frank Wild (1873–1939), Leiter der Westbasis bei dieser Expedition.